# Заблотье
Забло́тье (бел. Забло́цце, пол. Zabłocie) — деревня в Сморгонском районе Гродненской области Белоруссии.
Входит в состав Жодишковского сельсовета.
Расположена в северной части района. Расстояние до районного центра Сморгонь по автодороге — около 10 км, до центра сельсовета агрогородка Жодишки по прямой — 8,5 км. Ближайшие населённые пункты — Войниденяты, Данюшево, Сосновка.
Согласно переписи население деревни в 1999 году насчитывало 93 жителя.
Автомобильной дорогой местного значения Н7960 деревня связана с автодорогой Войниденяты — Данюшево.